# Phytolacca americana
Phytolacca americana L., comummente conhecida como fitolaca ou baga-moira, é uma planta herbácea vivaz da família Phytolaccaceae, nativa do leste da América do Norte, mas atualmente encontrada na generalidade das regiões de clima temperado, onde por vezes é uma invasora

## Nomes comuns
Dá ainda pelos seguintes nomes comuns: erva-dos-cachos-da-índia, erva-dos-cântaros (também grafada erva-dos-cancros e erva-dos-cancaros), erva-tintureira, tintureira (não confundir com a Phytolacca dioica, que consigo partilha este nome), uva-da-américa, uva-do-canadá, uva-tintureira, uva-dos-passarinhos, uva-de-cão, uva-de-rato, vermelhão, gaia-moça e vinagreira (não confundir com as espécies Rumex acetosa e Hibiscus sabdariffa, que consigo partilham este nome comum).

### Etimologia
Do que toca ao nome genérico, Phytolacca, deriva da aglutinação do étimo grego antigo: φυτόν (phyton), que significa «planta», com o substantivo latino lacca, que significa "vermelho tinto".
Quanto ao epíteto específico, americana, trata-se de uma simples alusão à proveniência geográfica da planta.

## Descrição
Trata-se de um subarbusto perene, com caule, quadrangular, grosso e suculento, que pode chegar a medir entre 1 e 3 metros de altura. Na base pode, por vezes, ser lenhoso, ao passo que na parte superior tende a ser subdicotómo.
No que toca à coloração, o caule é estriado, variando entre tonalidades esverdeadas e avermelhadas.
Quanto às folhas, são grandes e inteiras, exibem um formato ovado-elíptico ou ovado-lanceoladas, de ponta aguda, margem inteira ou ondulada, arredondadas junto à base e por vezes assimétricas. Têm um posicionamento alternado entre si, o pecíolo que as liga ao caule é curto.
Os racimos são erectos, têm eixo glabro, podem chegar aos 30 centímetros de comprimento, ficam posicionados em oposição às folhas.
As flores são hermafroditas, têm em geral 10 estames e 10 carpelos e estão dispostas em inflorescências racemosas lineares, inicialmente erectas, caindo gradualmente à medida que os frutos amadurecem. A floração dá-se de Maio a Agosto.
São compostas por 4 a 5 segmentos no perianto e assumem uma coloração que alterna entre o branco-esverdeado e o cor-de-rosa-arroxeado, consoante o estado de maturidade.
Os frutos são bagas carnudas, pretas a azuladas, com epicarpo enrugado quando maduros, resultantes da coalescência dos carpelos na maturação.
A plântula desenvolve rapidamente uma forte raiz napiforme. No inverno, a parte aérea da planta seca completamente, para reaparecer em torno de abril-maio a partir de um forte turião. A planta cresce em áreas de florestas húmidas, em particular em matas ripícolas, e nas margens dos campos cultivados e nas bermas das estradas, preferindo solos ricos pouco mobilizados e áreas de ruderetum ricas em nitratos. Somente as urtigas e silvas parecem resistir à forte competição que resulta do adensar das populações desta planta.

## Distribuição
A espécie é originária da região temperada do leste da América do Norte, com particular destaque para a costa Leste do México e para o estado norte-americano da Virgínia., sendo inicialmente considerada como pertencente à família das Solanaceae
Foi introduzida como planta cultivada, ou como acidental, na generalidade das regiões temperadas, onde ganhou carácter ruderal, sendo particularmente agressiva nas regiões de clima mediterrânico, onde por vezes é considerada planta invasora e praga agrícola.
Nas últimas décadas tem invadido áreas florestais na França e no resto da Europa, merecendo a classificação de praga vegetal por parte da IUCN (União Internacional para Conservação da Natureza).

### Portugal
Trata-se de uma espécie naturalizada em Portugal, marcando presença em Portugal Continental, com incidência em todas as zonas, salvo as alentejanas, no arquipélago dos Açores e no arquipélago da Madeira.
É considerada uma planta invasora.

### Ecologia
Trata-se de uma espécie ruderal, medrando na orla de caminhos, muros, ruínas, em locais úmbrios e frescos. Medra, ainda, em ermos sáfaros e em espaços arborizados e húmidos.

## Usos
Historicamente chegou a ser cultivada para servir como planta tintureira, esmagando as bagas sumarentas, para obter o pigmento.

### Culinária
Apesar das variedades com folhas listradas ou manchadas amarelo-rosa serem utilizadas como ornamentais e das folhas jovens serem comestíveis quando sujeitas a branqueamento e cozidas, a introdução e cultivo da planta na Europa e em outras regiões temperadas e subtropicais deve-se essencialmente aos usos medicinais e tintureiros das suas bagas. As bagas maduras fornecem por maceração um corante roxo ou carmesim em tempos muito valorizado em tinturaria e para realçar a cor de vinhos tintos considerados pálidos. Em medicina, os frutos, aos quais eram retiradas as sementes tóxicas, eram usadas como catártico (no sentido de laxativo).

### Medicina
A utilização medicinal era comum entre os ameríndios norte-americanos, sendo rapidamente adotada pelos colonos europeus naquele continente e depois trazida para a Europa, onde a planta foi incluída na Pharmacopeia comum, passando a ser cultivada com esse fim.
Os usos medicinais da planta são variados. O uso interno da raiz, sob a forma de uma tintura, é prescrito em doses baixas para tratar várias infeções respiratórias, anginas, artrite e reumatismos. Externamente, na forma de pomada ou emplastro, pode tratar problemas de pele, como certas micoses, acne ou sarna. São-lhe também atribuídas propriedades anti-inflamatórias, antivirais e mitogénicos.
No entanto, o seu uso ainda é discutível, podendo ser tóxica em grandes doses, pelo que o uso não é recomendado em crianças e mulheres grávidas.
O Dr. Aklilu Lemma, da Universidade Haile Selassie de Addis-Abeba (atualmente Universidade de Addis-Abeba), descobriu que as bagas fornecem uma substância eficaz na luta contra a bilharziose pois apresentam propriedades detergentes e são tóxicas para os moluscos hospedeiros do Schistosoma mansoni.

## Toxicidade
A toxicidade da baga está comprovada, devendo-se ao seu elevado conteúdo em saponina, apesar de ser consumida em grande quantidade pelas aves, sem qualquer efeito tóxico detetável. A toxicidade das folhas é controversa , mas existem relatos de serem, por vezes, fatais para os cavalos.
Esta planta contém betanidina e betanina.

## Taxonomia
A Phytolacca americana foi descrita por Carlos Lineu, que a mencionou naSpecies Plantarum 1: 441. 1753.

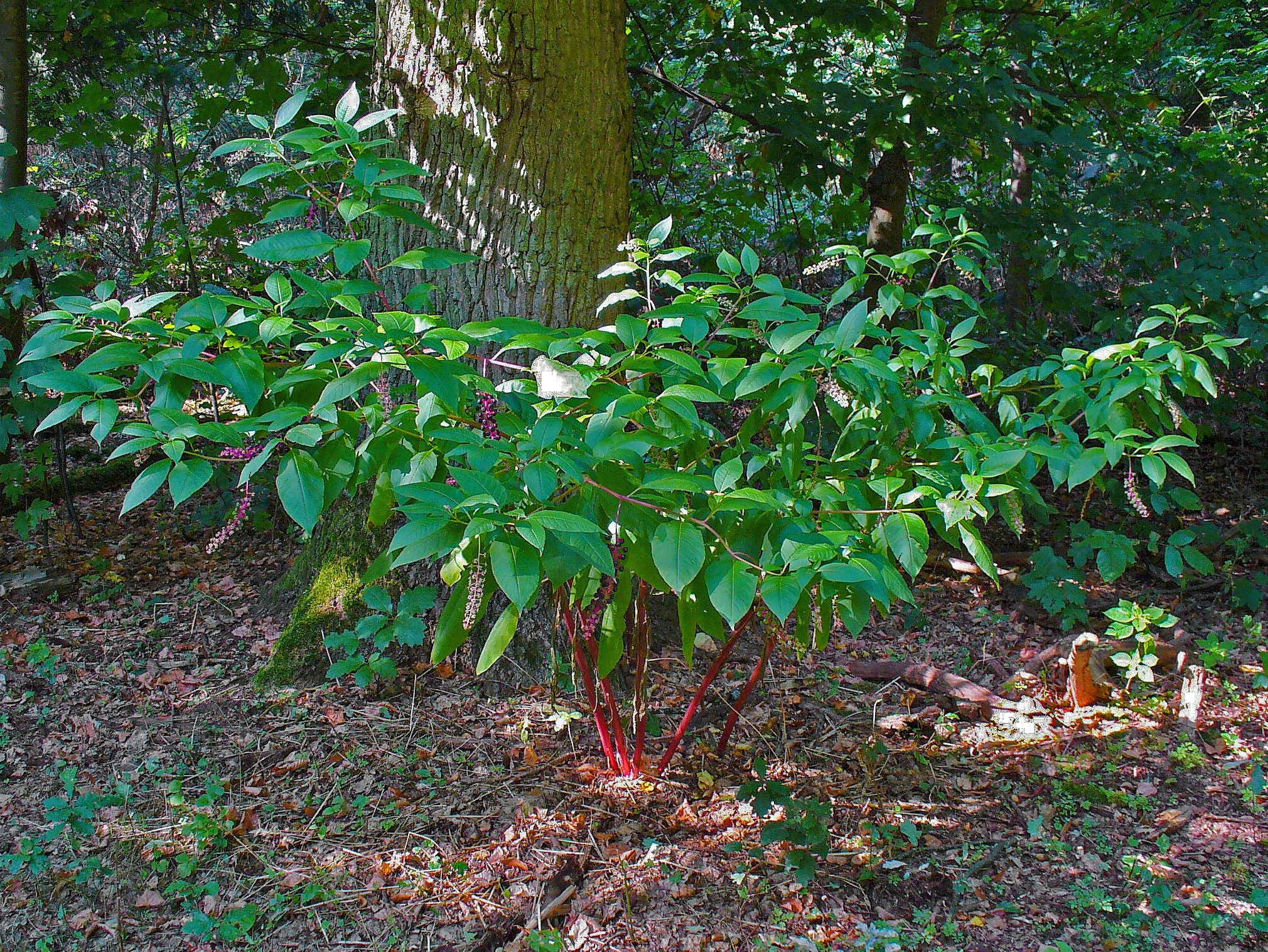
Hábito
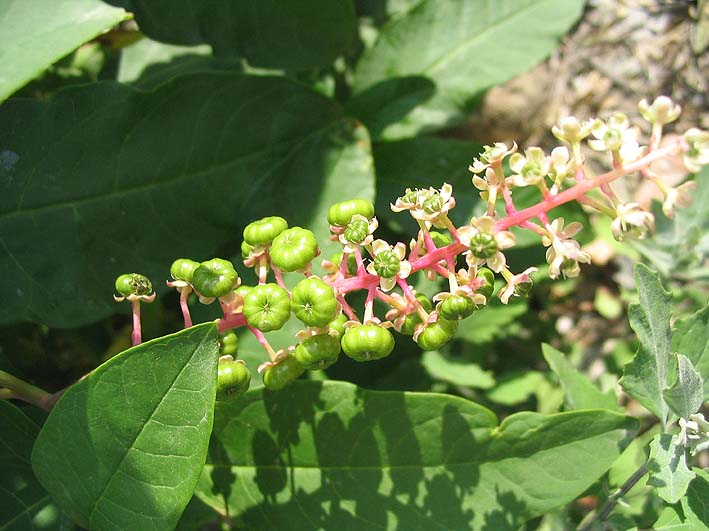
Inflorescência
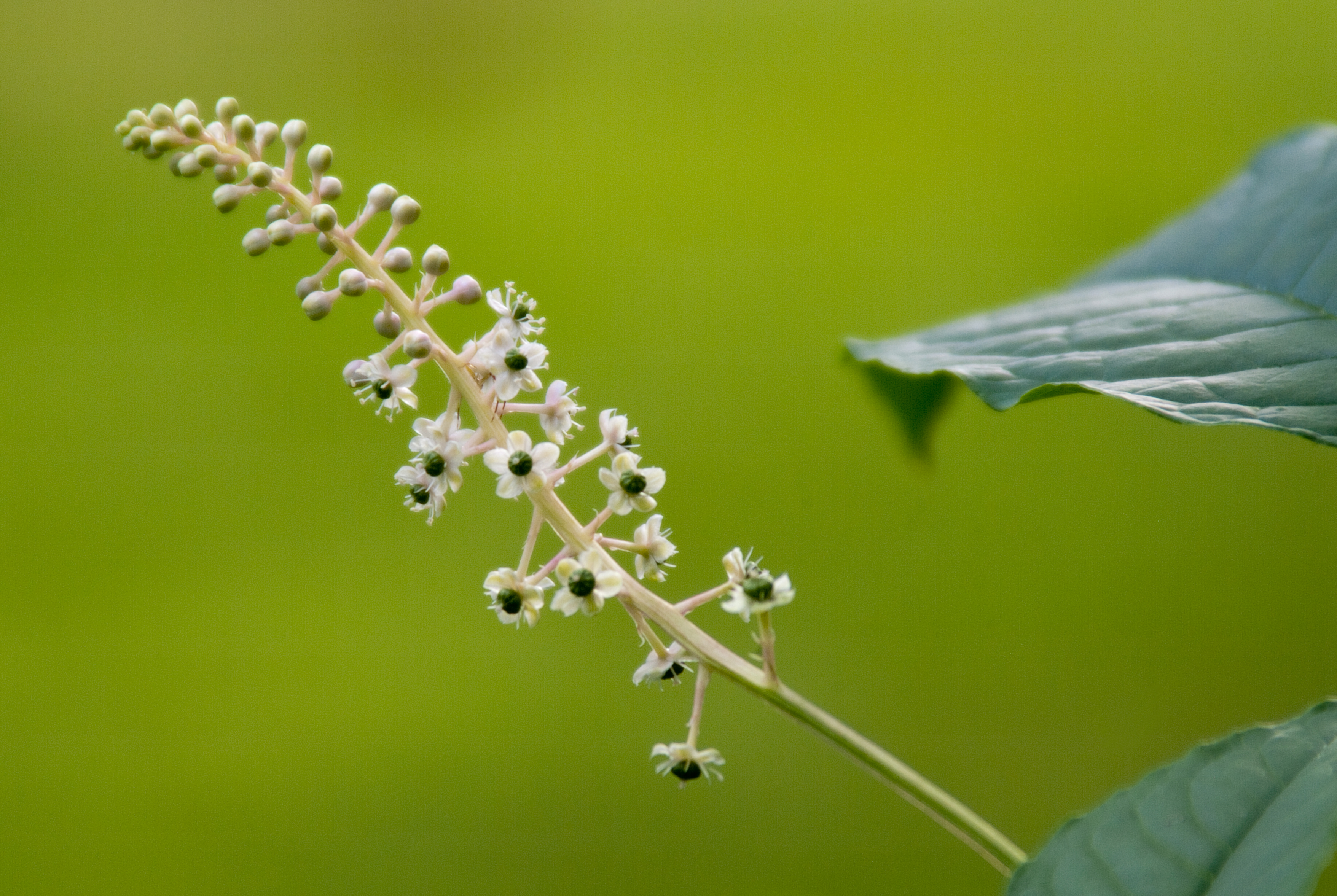
Inflorescência
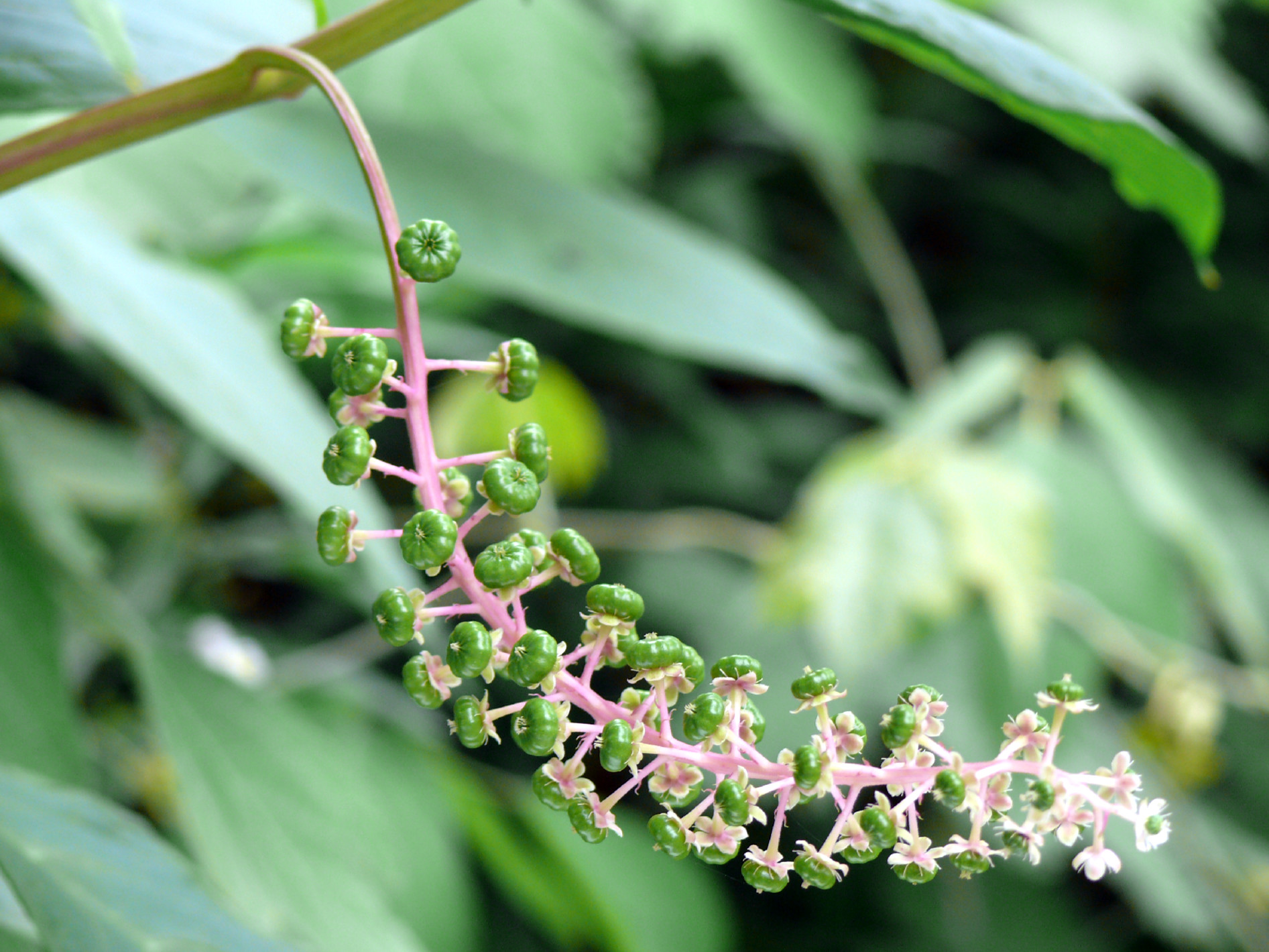
Frutos imaturos
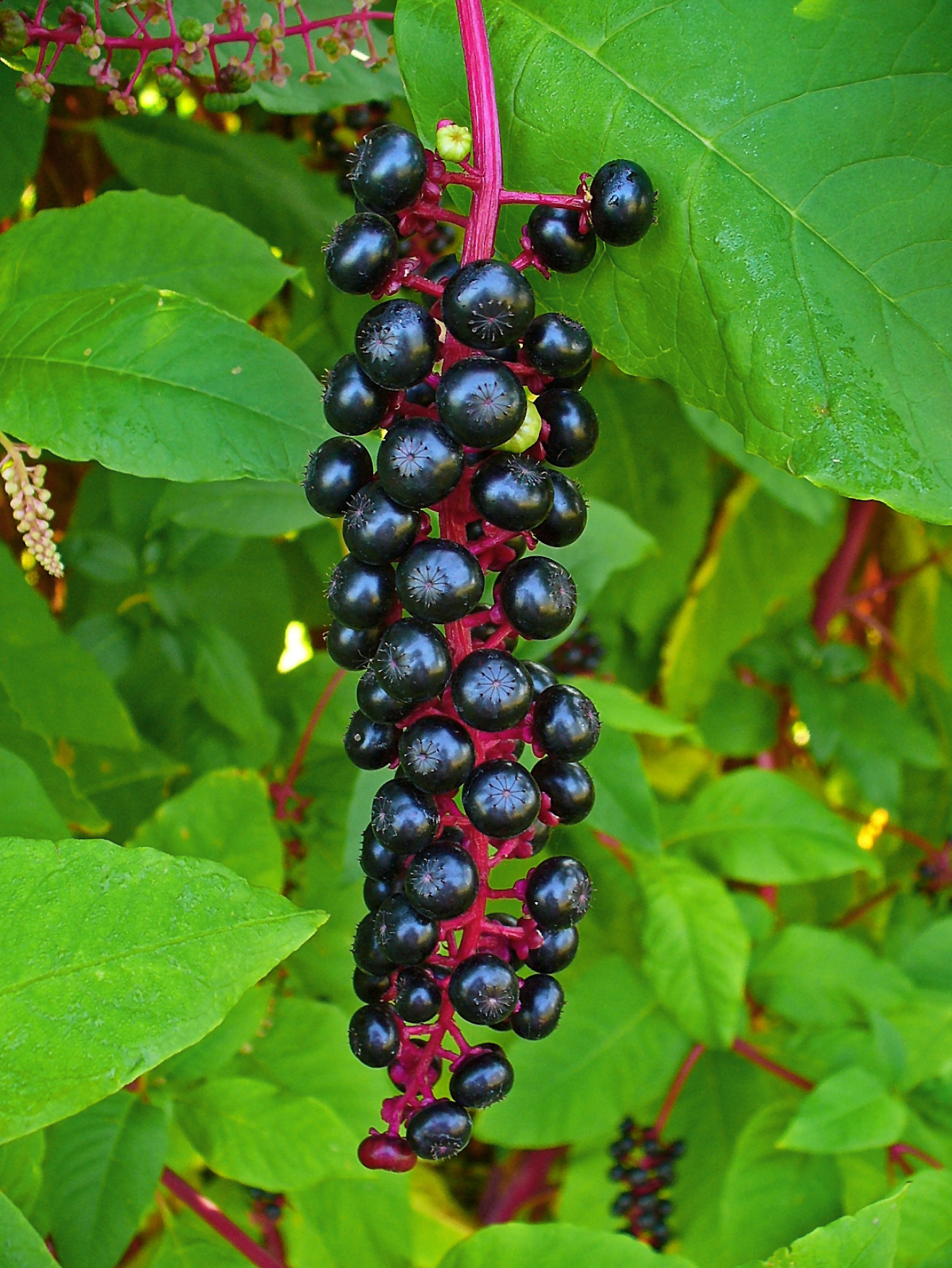
Frutos maduros